# Stubel, Montana
Stubel (în bulgară Стубел) este un sat în comuna Montana, regiunea Montana,  Bulgaria. 

## Demografie
La recensământul din 2011, populația satului Stubel era de 607 locuitori. Din punct de vedere etnic, majoritatea locuitorilor (95,22%) erau bulgari, cu o minoritate de romi (1,48%). Pentru 3,29% din locuitori nu este cunoscută apartenența etnică.